# Sacaton Flats Village
Sacaton Flats Village es un lugar designado por el censo ubicado en el condado de Pinal en el estado estadounidense de Arizona. En el Censo de 2010 tenía una población de 541 habitantes y una densidad poblacional de 33,5 personas por km².

## Geografía
Sacaton Flats Village se encuentra ubicado en las coordenadas 33°3′21″N 111°39′32″O / 33.05583, -111.65889. Según la Oficina del Censo de los Estados Unidos, Sacaton Flats Village tiene una superficie total de 16.15 km², de la cual 16.15 km² corresponden a tierra firme y (0%) 0 km² es agua.

## Demografía
Según el censo de 2010, había 541 personas residiendo en Sacaton Flats Village. La densidad de población era de 33,5 hab./km². De los 541 habitantes, Sacaton Flats Village estaba compuesto por el 1.29% blancos, el 0.18% eran afroamericanos, el 95.56% eran amerindios, el 0% eran asiáticos, el 0% eran isleños del Pacífico, el 0% eran de otras razas y el 2.96% pertenecían a dos o más razas. Del total de la población el 11.65% eran hispanos o latinos de cualquier raza.